# Dorsale Marche-Abruzzo-Molise
La dorsale Marche-Abruzzo-Molise, detta anche pedemontana Abruzzo-Marche, è una strada in costruzione, aperta al transito solo in alcuni tratti, che una volta completata collegherà l'interno della regione Marche con l'Abruzzo, fino al Molise. È progettata come strada extraurbana secondaria o strada di tipo C. 
Si tratta di un collegamento nord-sud, alternativo alla viabilità costiera dell'autostrada A14. Lo si può distinguere principalmente in tre tratti: la Mezzina nel sud delle Marche, la Pedemontana che attraversa l'interno dell'Abruzzo e la Transcollinare nell'interno del Molise.

## Storia

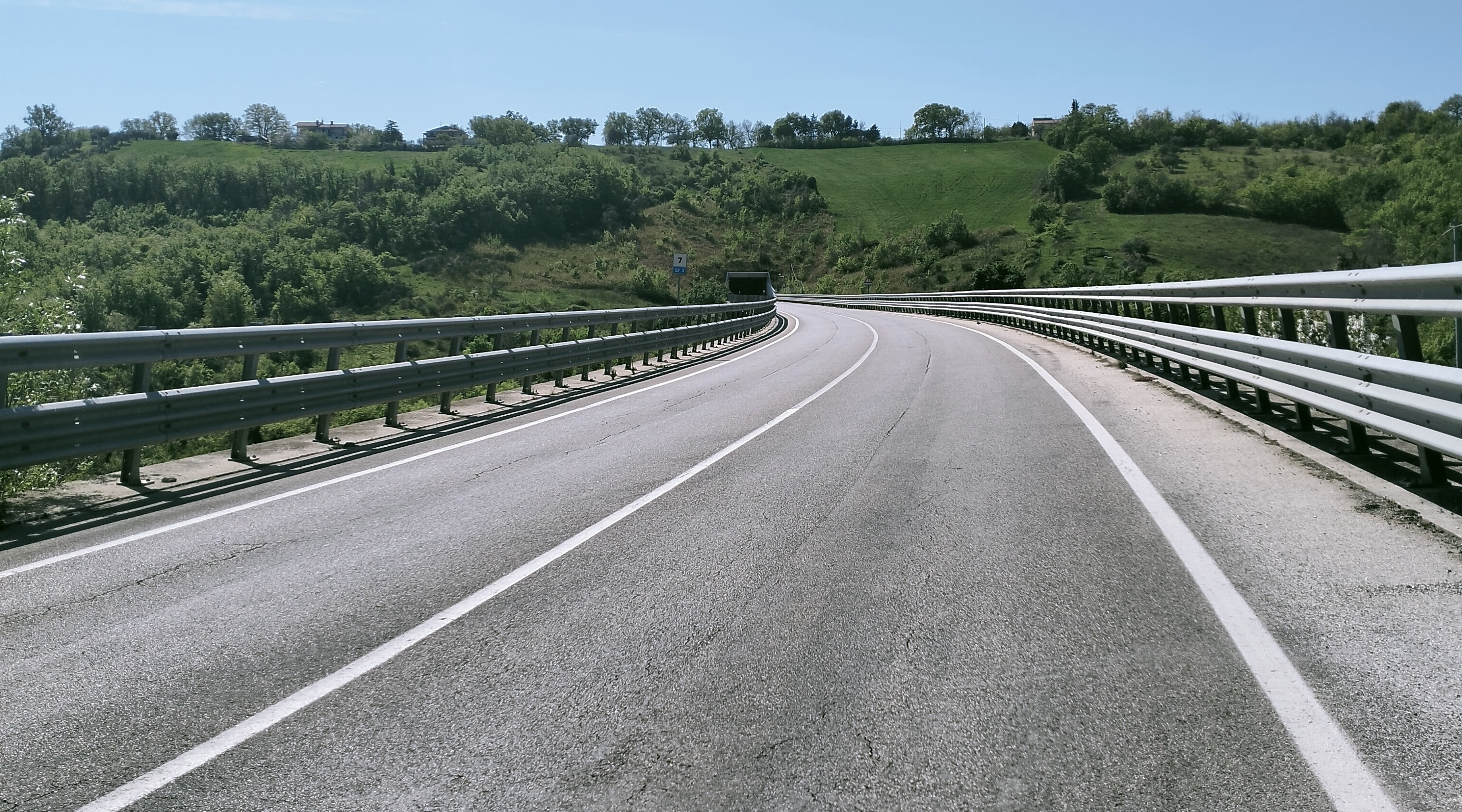
Un tratto funzionante in provincia di Teramo.

Si è resa necessaria la sua costruzione per rilanciare le potenzialità economiche dell'entroterra, per decongestionare il traffico veicolare lungo la costa e per contrastare lo spopolamento dei territori interni delle tre regioni, a favore della continua urbanizzazione nelle aree costiere, che sono ben collegate, oltre che con l'autostrada A14, con la ferrovia Adriatica e la strada statale 16 Adriatica. L'arteria sarà costruita (anche se è già funzionante in alcuni tratti) in parallelo all'autostrada A14 e sarà  è di competenza delle singole province, ma, una volta completata in tutta la sua interezza, secondo le intenzioni dei politici locali, sarà riclassificata come strada statale.

### Impegno istituzionale
Il protocollo d'intesa per la realizzazione del collegamento stradale è stato firmato il 18 dicembre 2009, nella sede del Consiglio regionale a Pescara, dai rappresentanti delle tre regioni e delle province coinvolte, quelle di Ancona, Ascoli Piceno, Campobasso, Chieti, Fermo, Macerata, Pescara e Teramo.
Nel luglio del 2019 il Presidente della regione Abruzzo, Marco Marsilio, ha scritto al Presidente del Consiglio dei ministri, Giuseppe Conte, e al Sottosegretario alla Presidenza, Giancarlo Giorgetti, per chiedere l'inserimento dell'arteria nei Dpcm riguardante la revisione delle reti stradali nazionali, specificando l'importanza dell'opera ancora incompiuta.

## Percorso

### Marche
Nel tratto marchigiano "Mezzina" è in esercizio la Strada provinciale 8 e la Strada provinciale 219 che dalla SS77 Civitanova Marche-Foligno (dallo svincolo "Montecosaro"), collega il territorio della provincia di Macerata con il comune di Fermo. Da Fermo, l'arteria da costruire proseguirà verso i comuni di Grottazzolina e Monte Giberto per poi superare la Val d'Aso, tra le province di Fermo a nord e di Ascoli Piceno a sud, per raggiungere i comuni di Cossignano e Offida. Da quest'ultima, è presente la Strada provinciale 43 che si completa nelle vicinanze del RA11 Ascoli-Mare.
| Dorsale Marche-Abruzzo-Molise (tratti entrati in funzione) | |           |
| Tipo                                                       | Indicazione                                                                                              | Provincia |
|                                                            | Montecosaro                                                                                              | MC        |
|                                                            | Via della Maggiola                                                                                       | MC        |
|                                                            | Civitanova Marche-Foligno C.da Piane di Chienti Macerata - Tolentino - Foligno                           | MC        |
|                                                            | Civitanova Marche-Foligno Civitanova Marche - Bologna-Taranto                                            | MC        |
|                                                            | Montegranaro Zona commerciale Villa Luciani outlet                                                       | FM        |
|                                                            | Stazione di rifornimento - Bar                                                                           | FM        |
|                                                            | Zona industriale                                                                                         | FM        |
|                                                            | Zona industriale Brancadoro Via Filippo Della Valle                                                      | FM        |
|                                                            | Stazione di rifornimento - Bar                                                                           | FM        |
|                                                            | Casette d'Ete Porto Sant'Elpidio                                                                         | FM        |
|                                                            | Cura Mostrapiedi                                                                                         | FM        |
|                                                            | Sant'Elpidio a Mare - Montegranaro                                                                       | FM        |
|                                                            | Stazione di rifornimento - Bar                                                                           | FM        |
|                                                            | Montegranaro                                                                                             | FM        |
|                                                            | Monte Urano                                                                                              | FM        |
|                                                            | Rapagnano - Torre San Patrizio Monte Urano Sant'Elpidio a Mare                                           | FM        |
|                                                            | Torre San Patrizio                                                                                       | FM        |
|                                                            | Fermana Faleriense Rapagnano                                                                             | FM        |
|                                                            | Fermana Faleriense Fermo - Sant'Elpidio a Mare                                                           | FM        |
|                                                            | Zona industriale                                                                                         | FM        |
|                                                            | Fermo - Fiera di Fermo Porto San Giorgio Petritoli - Montottone - Grottazzolina Montottone - Capparuccia | FM        |

| Dorsale Marche-Abruzzo-Molise (tratti entrati in funzione) |                                                                                     |           |
| Tipo                                                       | Indicazione                                                                         | Provincia |
|                                                            | Offida                                                                              | AP        |
|                                                            | Lava                                                                                | AP        |
|                                                            | Appignano del Tronto                                                                | AP        |
|                                                            | Tose                                                                                | AP        |
|                                                            | Cabbiano                                                                            | AP        |
|                                                            | Valentino - Castel di Lama Ascoli Piceno Ascoli-Mare Zona industriale di Campolungo | AP        |

Un ulteriore tratto della strada provinciale 43, ha ricevuto un finanziamento di 11,1 milioni di Fondi Sviluppo e Coesione e serviranno per il prolungamento dell'arteria collegandola dalla zona Fornace fino alla circonvallazione di Offida, “primo stralcio IV Lotto Offida-SP 43”. Il finanziamento della regione Marche è avvenuto nel 2023.

### Abruzzo
Nel territorio abruzzese l'arteria ricalcherà in parte il percorso della SS81 Piceno Aprutina. Nella provincia di Teramo è in funzione la Strada provinciale 3, che va da Sant'Onofrio nel comune di Campli fino a San Nicolò a Tordino nel comune di Teramo e si collega con la SS80 Teramo-Mare e con l'Autostrada A24. Il tracciato proseguirà verso sud per raggiungere la Val Fino e le province di Pescara e di Chieti e collegandosi anche all'Autostrada A25, per poi giungere fino al confine con il Molise.
| Dorsale Marche-Abruzzo-Molise (tratti entrati in funzione) |                                                                                                 |           |
| Tipo                                                       | Indicazione                                                                                     | Provincia |
|                                                            | Sant'Onofrio di Campli Sant'Omero Ospedale "Val Vibrata" di Sant'Omero Sant'Egidio alla Vibrata | TE        |
|                                                            | Villa Camera - Campli Bellante                                                                  | TE        |
|                                                            | Stazione di rifornimento - Bar                                                                  | TE        |
|                                                            | Tofo-Sant'Eleuterio                                                                             | TE        |
|                                                            | Nepezzano                                                                                       | TE        |
|                                                            | del Gran Sasso d'Italia San Nicolò a Tordino - Teramo Teramo-Mare Teramo-Roma                   | TE        |

Il 21 novembre 2022 la regione Abruzzo ha approvato il finanziamento per la realizzazione del lotto che unisce lo svincolo di Sant'Onofrio di Campli, dove attualmente termina la tratta nord, fino all'innesto della SS259 Vibrata in Val Vibrata, più precisamente a Garrufo nel comune di Sant'Omero; la costruzione si dirigerà poi verso il comune di Ancarano, attraversando la zona industriale di Villa Marchetti, per poi proseguire con un galleria che sbucherà nella SP1b innescandosi con il RA11 Ascoli-Mare, nella frazione di Villa Sant'Antonio nel comune di Ascoli Piceno. Il 22 Marzo 2024 la regione comunica lo sbloccamento dell'appalto per il quarto lotto che va da Floriano di Campli a Garrufo di Sant'Omero aggiudicato dal Gruppo Mannelli di Monopoli.

### Molise
Dall'interno della provincia di Chieti, nel comune di Colledimezzo, si raggiungerà l'interno molisano nella provincia di Isernia ad Agnone, per proseguire verso la SS652 di Fondo Valle Sangro attraverso il completamento della SS86 Istonia, per finire in provincia di Campobasso.
Un ulteriore progetto da parte dell'Anas S.p.A. inoltre, prevede la realizzazione di una nuova strada che colleghi Campobasso a Melfi proseguendo con l'ammodernamento della SS658 Potenza-Melfi terminando il tragitto innescandosi con la Strada europea E847, allo stato attuale il primo progetto sembra non avere preso ancora corpo, mentre il secondo è in fase di realizzazione.